# La gossa Palma
La gossa Palma o Palma, una amistat per a sempre (rus: Пальма) és una pel·lícula de drama infantil russa del 2021 dirigida per Aleksandr Domogarov Jr., basada en fets reals que van tenir lloc entre 1974 i 1976 a l'Aeroport Internacional de Moscou-Vnúkovo. S'ha doblat i subtitulat al català central amb el títol de La gossa Palma, i al valencià amb el nom de Palma, una amistat per a sempre.
Es va estrenar als cinemes el 18 de març de 2021 a càrrec de Central Partnership.

## Sinopsi
L'any 1977 a la Unió Soviètica, el propietari d'una pastora alemanya anomenada Palma vola a l'estranger. Però la Palma s'amaga a l'aeroport i espera el seu amo. Coneix un nen anomenat Kolia Lazarev, que ha perdut la seva mare, i es converteixen en millors amics.